# Trompe-l'oeil

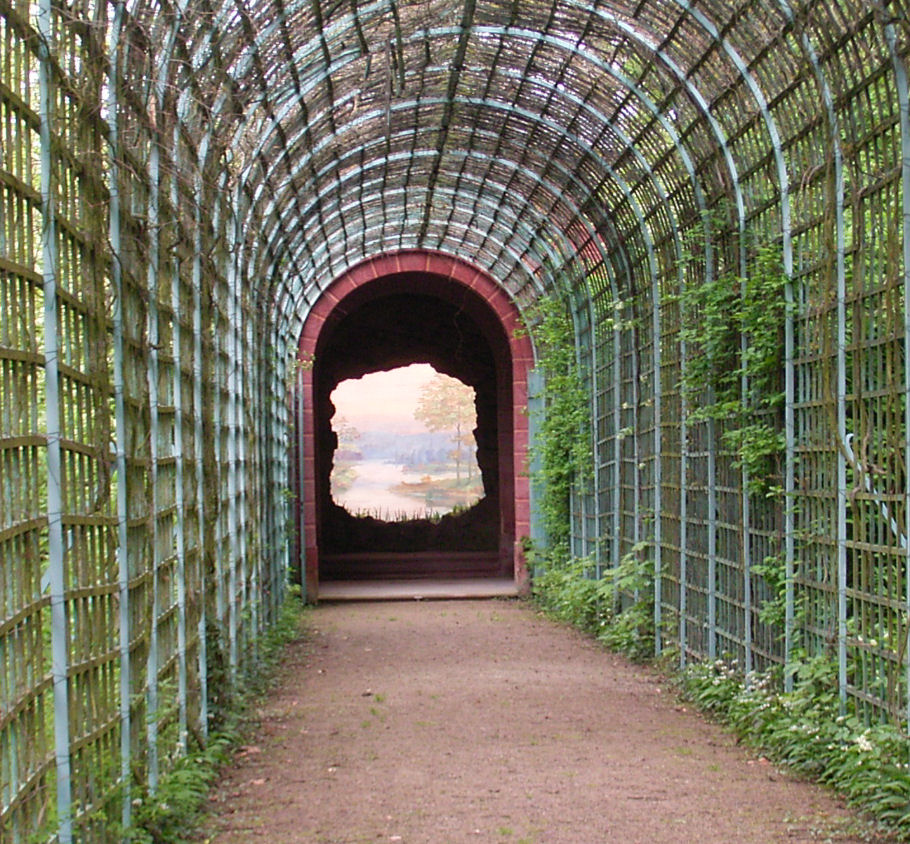
Exemplo de trompe-l'oeil: a "Perspectiva" nos jardins do Schloss Schwetzingen.

Trompe-l'oeil (Pronúncia francesaⓘ; literalmente, "engana o olho"; do francês trompe, "engana" + l', "o" + oeil, "olho") é uma técnica artística que, com truques de perspectiva, cria uma ilusão ótica que faz com que formas de duas dimensões aparentem possuir três dimensões. Provém de uma expressão em língua francesa que significa "engana o olho" e é usada principalmente em pintura ou arquitetura.

## História
Embora a expressão tivesse sua origem no período barroco, quando os artistas a usavam muito, a técnica em si já era conhecida desde a Antiguidade, tendo sido conhecida dos antigos gregos e romanos, e utilizada em murais, como por exemplo os de Pompeia, onde o típico mural trompe-l'oeil mostrava uma janela, porta ou corredor com a finalidade de visualmente aumentar o aposento.
Com o superior entendimento das técnicas de desenho e perspectiva alcançados após o Renascimento, os artistas passaram a usar essas técnicas em seus trabalhos, explorando os limites entre imagem e realidade.

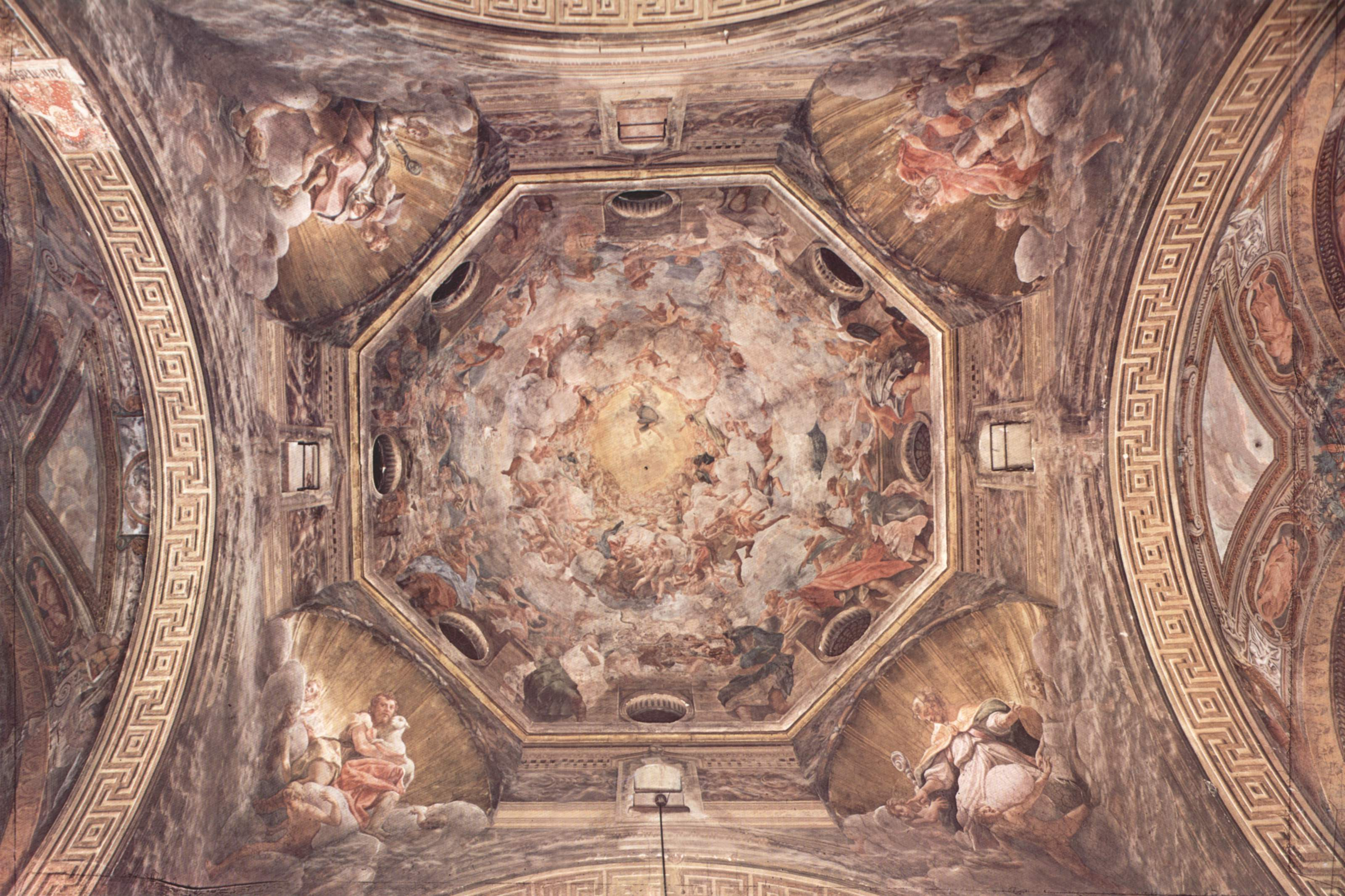
Domo da catedral de Parma, por Antônio de Correggio

Um dos locais mais explorados foi o interior do domo das igrejas, onde, a partir do trabalho de Antônio de Correggio no domo da catedral de Parma, mostrando a Ascensão da Virgem e abrindo metaforicamente o espaço interno da igreja para o céu, com resultados fabulosos, pintores maneiristas e barrocos deram, ao trompe-l'oeil, um realce extraordinário.
Alguns arquitetos, como Francesco Borromini, também utilizaram a técnica em seus edifícios, variando discretamente o tamanho de colunas e arcos, procurando aumentar visualmente o espaço arquitetônico. A partir daí, ficou sendo mais uma técnica conquistada pelo uso, usada ou abusada, mais ou menos conforme o gosto do artista e da moda da época.
Modernamente, o grafite se apropriou dessa técnica e das modernas tintas resistentes ao clima para dar realce a becos e paredes cegas de edifícios urbanos.

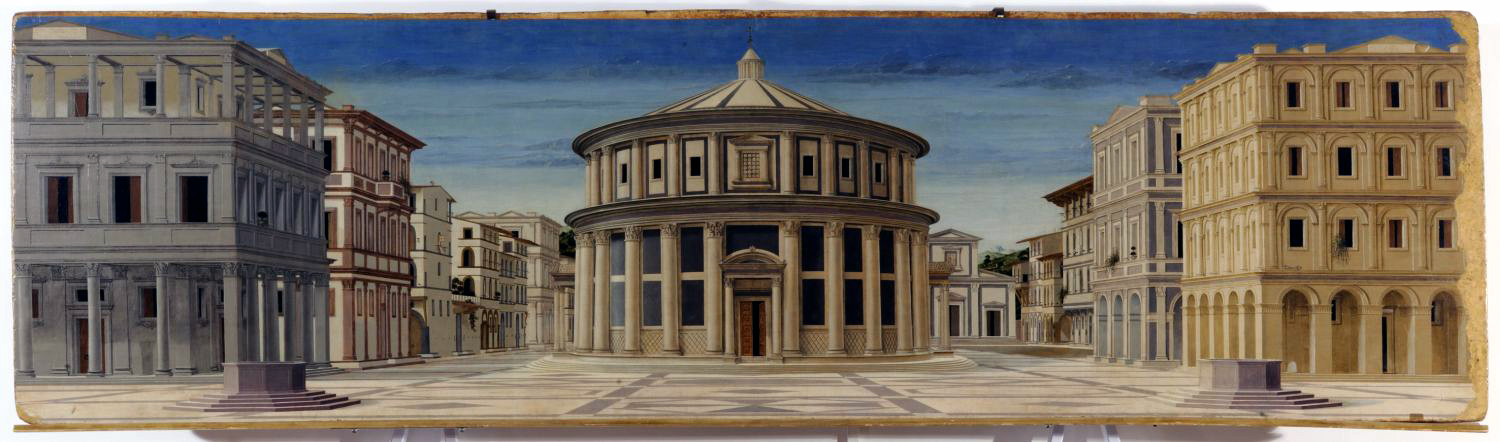
A cidade ideal, atribuída primeiro a Piero della Francesca, depois a Luciano Laurana e agora a Francesco di Giorgio Martini